# Marie Dubinová
Marie Dubinová, rozená Zemanová a přezdívaná jako Maryška (1915, Praha — 14. května 2007, Saint-Bonnet, Corrèze, Francie) byla doyenka české a slovenské obce ve Francii, odbojářka a zakladatelka Nadace Oldřicha Dubiny. Se svým manželem pomáhala během nacismu a komunismu československým exulantům.
Za její činnost jí prezident Václav Havel v roce 1998 propůjčil Řád Tomáše Garrigua Masaryka IV. třídy.

## Život
Narodila se v Praze v roce 1915 rodičům Vladimíru Zemanovi (*1887 Semily) a jeho manželce Marii, rozené Wimrové. Jejím dědečkem byl Antal Stašek a bratrancem Pavel Tigrid. V roce 1937 odjela do Paříže, aby tam studovala na Sorbonně. Po nacistické okupaci Československa odcestovala do Marseille a začala pracovat ve Středisku československé pomoci, které pomáhalo přes hranice ženám s dětmi (většinou židovského původu) a demobilizovaným vojákům. Shánělo průkazy nejen pro Čechoslováky, kteří se pokoušeli uniknout z ještě neobsazené části Francie. O dva roky později, v roce 1940, se spolu s právníkem Oldřichem Dubinou zapojili do činnosti odbojové sítě „Réseau Rossi“.  Ta opatřovala falešné doklady uprchlíkům z koncentračních táborů a organizovala jejich odchod přes Španělsko a dodávala informace vojenského charakteru spojencům.
Ondřej Dubina a Marie Zemanová se vzali v roce 1941 v Marseille.
V prosinci 1943 byli oba dva zatčeni. Následně byli deportování do koncentračního tábora Ravensbrück, kde byli vězněni do května 1945. Po druhé světové válce dostal její manžel Oldřich nabídku na místo ministra v první poválečné československé vládě. To ale nepřijal vzhledem k nárůstu komunistického vlivu a pro nesouhlas s Košickým vládním programem; s manželkou se usadili se na farmě ve střední Francii. Zde vytvořili útočiště pro občany prchající před komunismem; zde a ve svém pařížském bytě hostili emigranty a dávali jim rady pro život ve Francii a pomáhali s překlady oficiálních žádostí a dopisů. V roce 1977 začali spolupracovat s francouzským „Comité du 5 janvier“, který podporoval aktivity Charty 77. Začali překládat dokumenty Charty a prohlášení VONS, které poté publikoval francouzský tisk.
Když manžel Marie Dubinové v roce 1987 zemřel, založila Nadaci Oldřicha Dubiny. Tato nadace pomáhala československým politickým uprchlíkům a po sametové revoluci udělovala od ledna 1990 stipendia na stáže českým ekonomům, právníkům, lékařům, architektům a umělcům a přispívala k financování kulturního života v Česku. Tuto činnost vyvíjela nadace do smrti Marie Dubinové, kdy ukončila své působení. Zemřela 14. května 2007 ve věku 92 let ve své venkovské usedlosti v Saint-Bonnet v departementu Corrèze, kde byla pohřbena na místním hřbitově.

## Ocenění
- V roce 1946 jí bylo uděleno francouzské vyznamenání Medaile Za odboj.
- Dne 28. října 1998 jí prezident Václav Havel propůjčil Řád Tomáše Garrigua Masaryka IV. třídy za zásluhy o rozvoj demokracie, humanity a lidských práv[1]

### Vyznamenání
- 1946 -  Medaile Za odboj
- 1998 -  Řád Tomáše Garrigua Masaryka, IV. tř.